# ジャイアント・ホグウィード
ジャイアント・ホグウィード（英語: Giant Hogweed、学名：Heracleum mantegazzianum）は、セリ科の多年生植物。和名はバイカルハナウド。
学名は、イタリアの旅行者にして人類学者のパオロ・マンテガッツァにちなむ。

## 概要

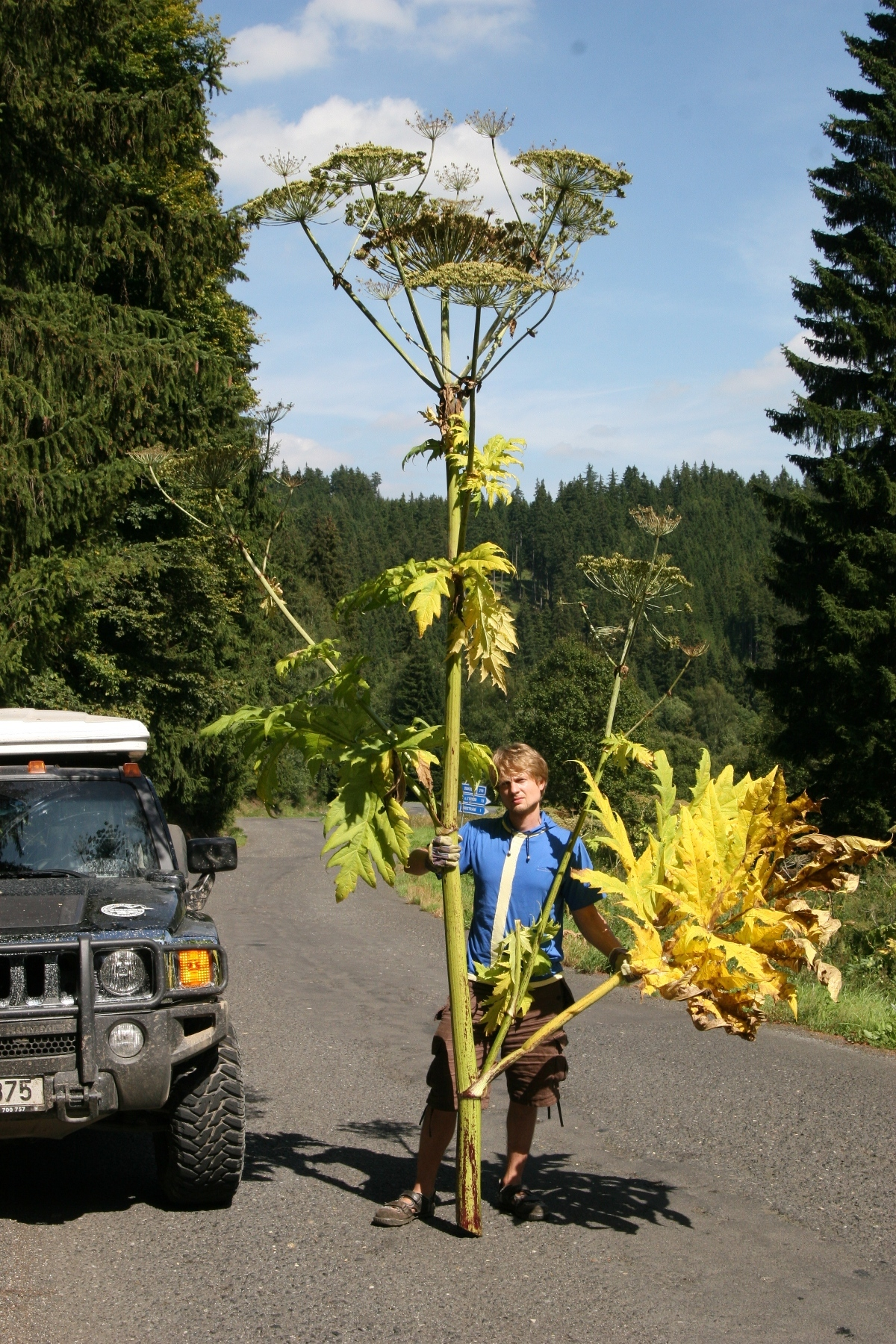
成人男性との比較

成長すると2 - 5.5メートルもの高さに達する。特に一般的なコモン・ホグウィード（Common hogweed, Heracleum sphondylium）、Heracleum sosnowskyi、セイヨウトウキ（学名：Angelica archangelica）とよく似ている。
ジャイアント・ホグウィードの原産はカフカース地方や中央アジアとされる。イギリスには、19世紀に観賞植物として持ち込まれ、その他のヨーロッパ地域やアメリカ合衆国やカナダへと広がっていった。
ジャイアント・ホグウィードの樹液は、光毒性のフラノクマリン類の有機化合物を含み、人間に対しては深刻な植物性光線皮膚炎の原因となり、水疱や長期間痕の残る傷、眼に入った場合は失明を引き起こす。（詳しくは毒性節を参照）
ジャイアント・ホグウィードは、二年生植物かもしくは一回結実性の多年生植物であり:827、種を付けた後には枯れてしまう。通常、花は2年目の晩春から真夏にかけて咲く頭花であり、最も高い部分に咲く、幅80 cm (31 in)以上の幅に広がる傘状の頭花は、大量の小さな白い花から構成されている。そして、1,500から100,000もの平たい卵型で、長さ約1-センチメートル (0.39 in)の乾いた種を付ける。この種は、広い曲面の基礎部と広く最低限の隆起部で構成される。枯死した背の高い茎は、地域に冬が来たことを示す。

## 形態
ジャイアント・ホグウィードは丈夫で光沢のある緑色の茎を持つ。茎には所々に赤黒い斑点がある場合もある。また、赤い輪紋の斑点のある葉柄は、頑丈な毛が生えている。この茎は、2メートル以上の高さに成長する。この中空の茎は、直径3–8 cm (1.2–3.1 in)と幅があり、しばしば10 cm (3.9 in)を超える太さにまで成長する。茎に現れる赤黒い斑点は茎に生える毛を囲んでおり、加えて、大きくきめの粗い白い毛が葉柄の基礎部に生える。そしてこの植物は深く切り込まれた複葉を幅1-1.7mにまで広げる。

下は植物分類学の専門家によって選定された写真ではないことをご留意ください
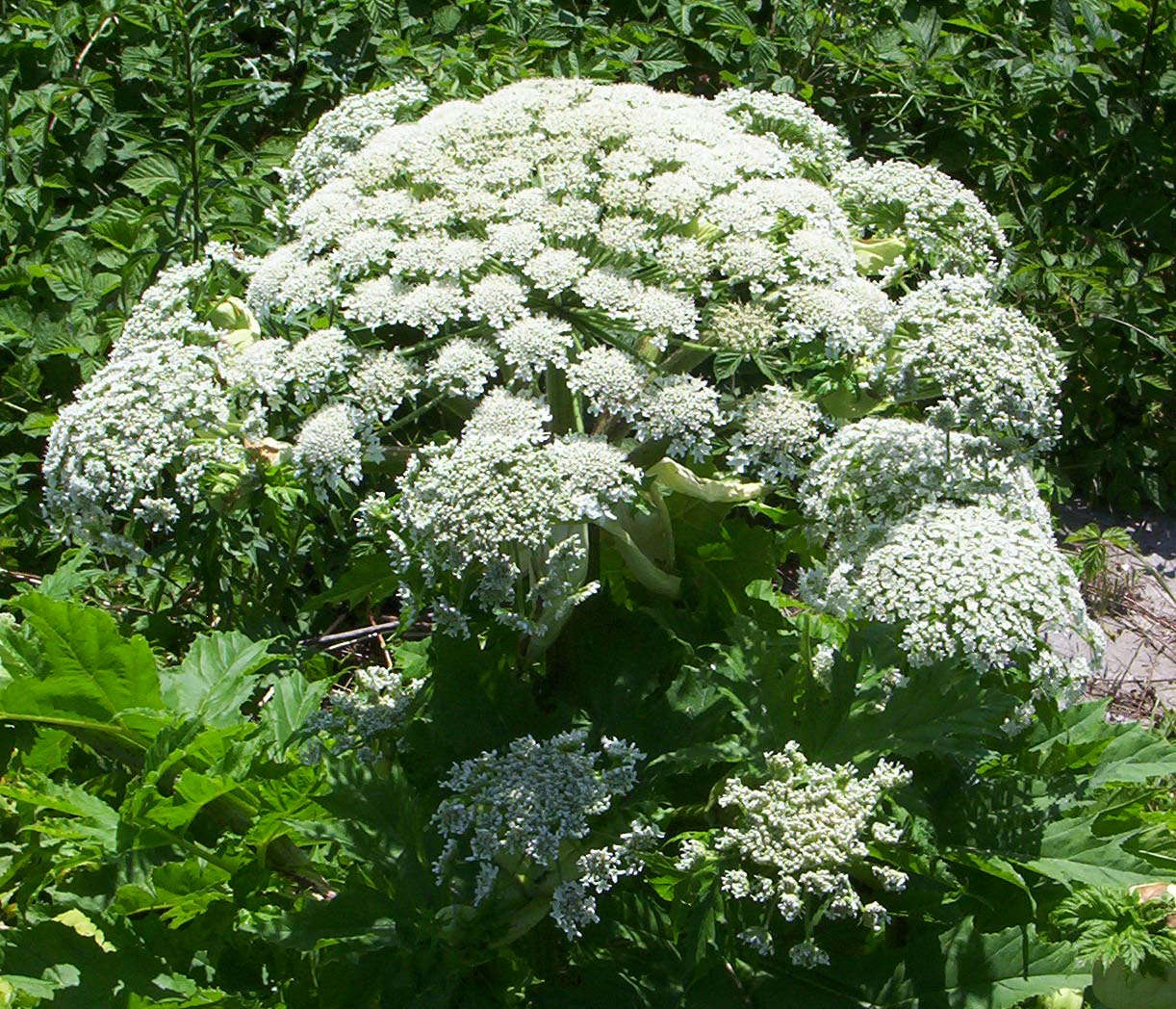
頭花
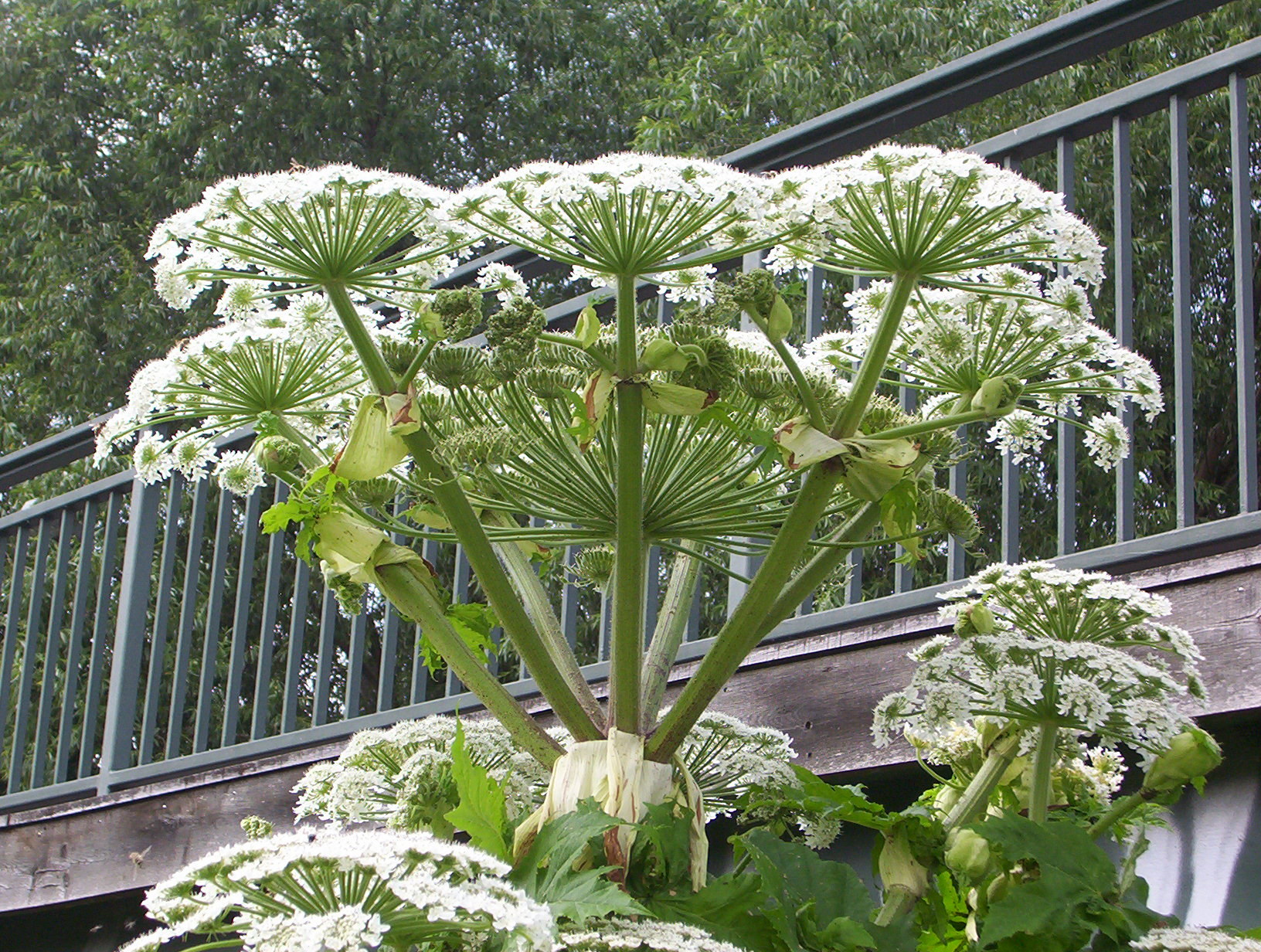
頭花
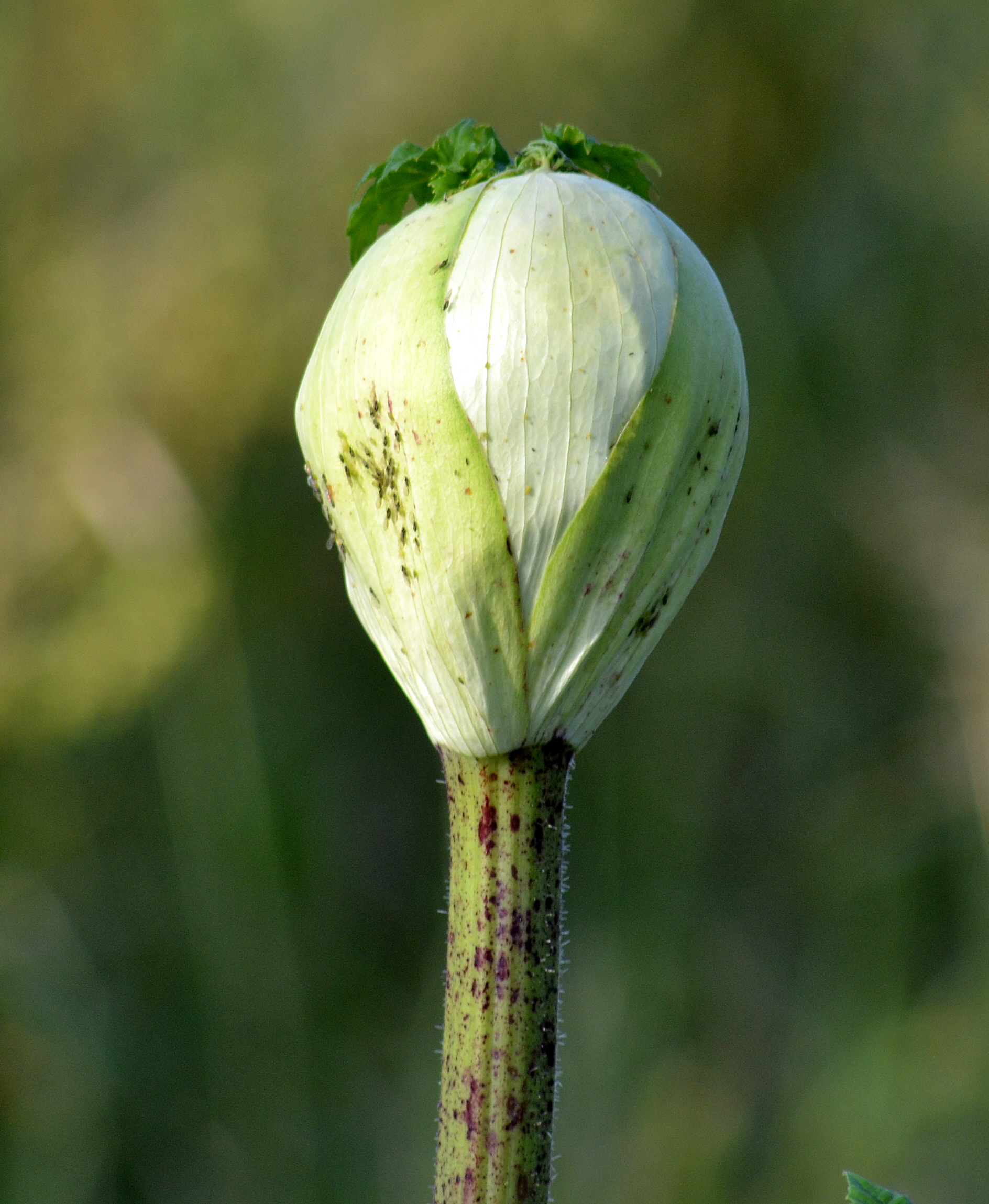
頂芽
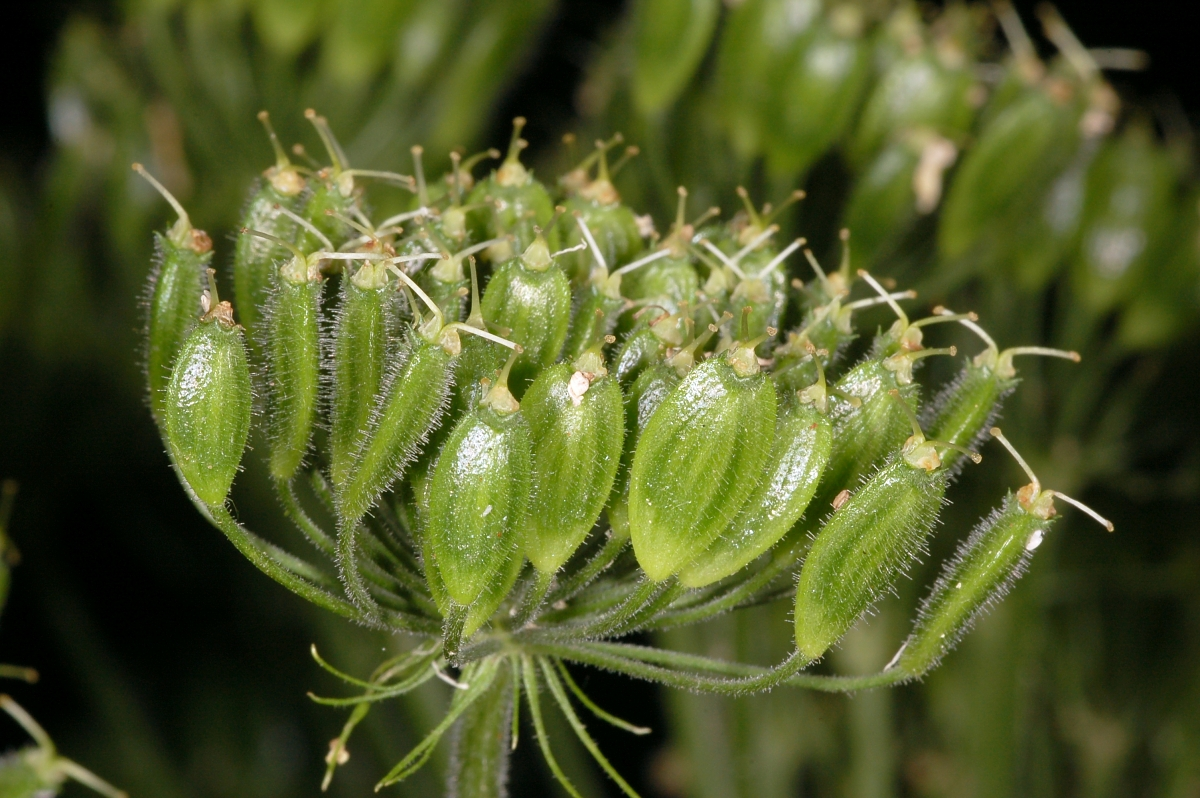
蕾
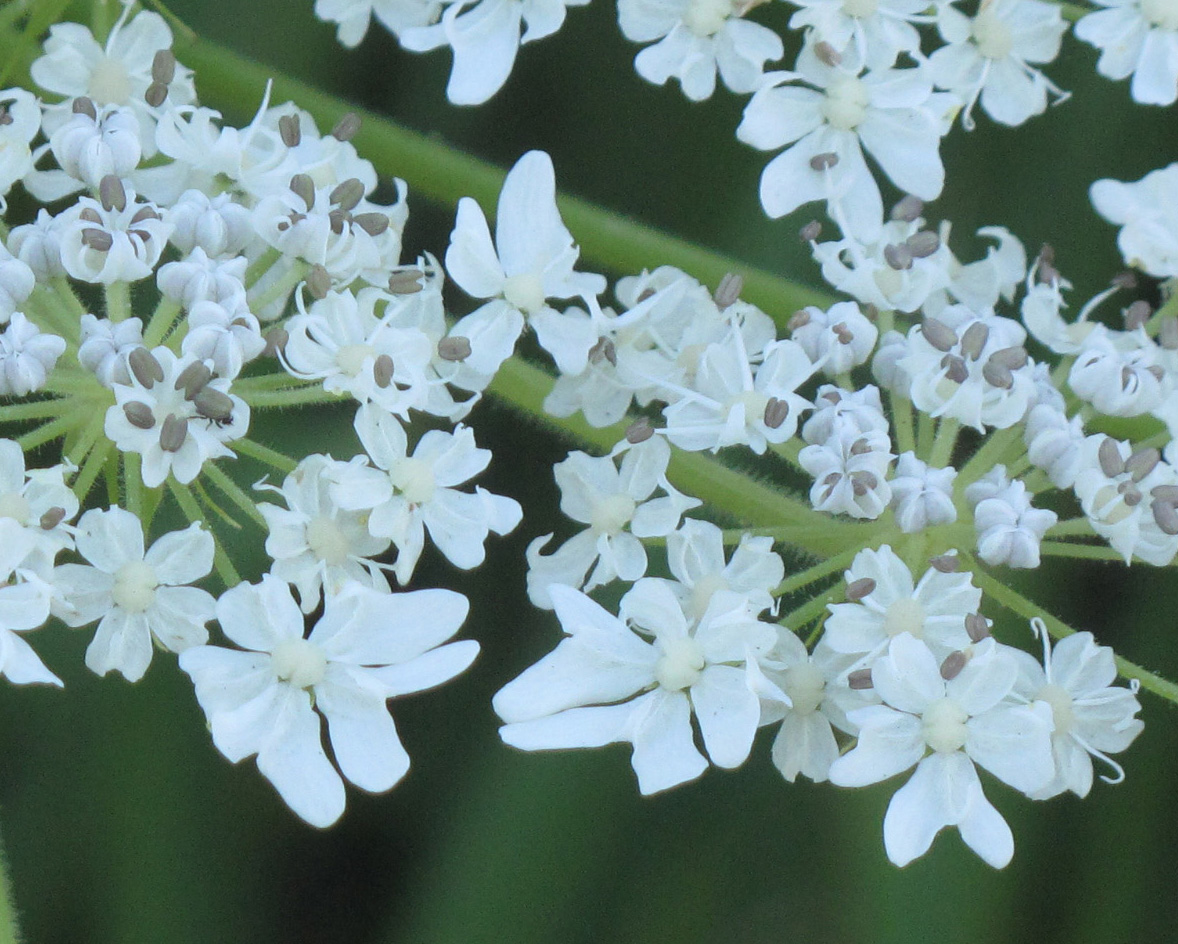
花弁、外側の花弁は深く2裂（V字）する
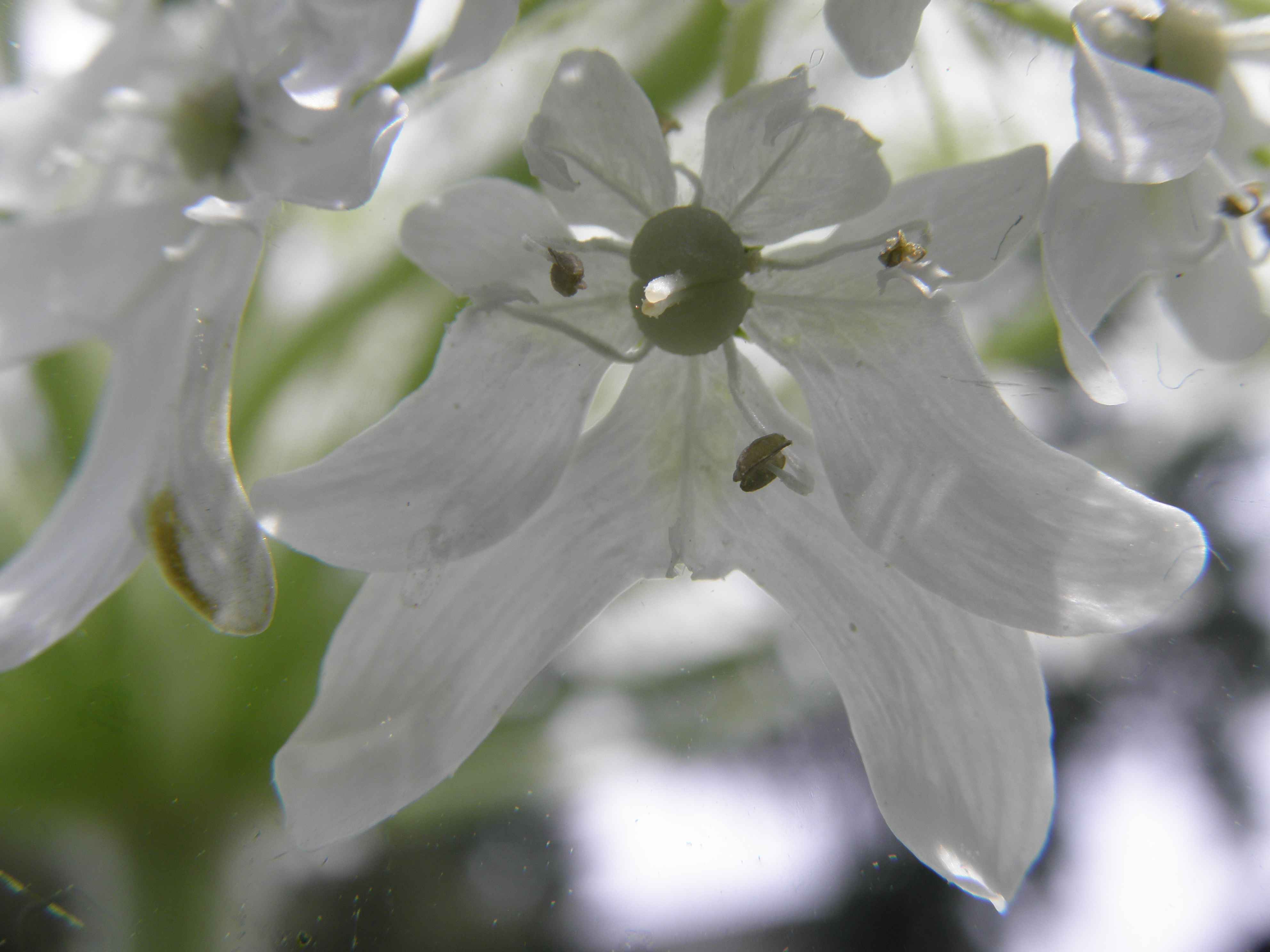
花弁（拡大）
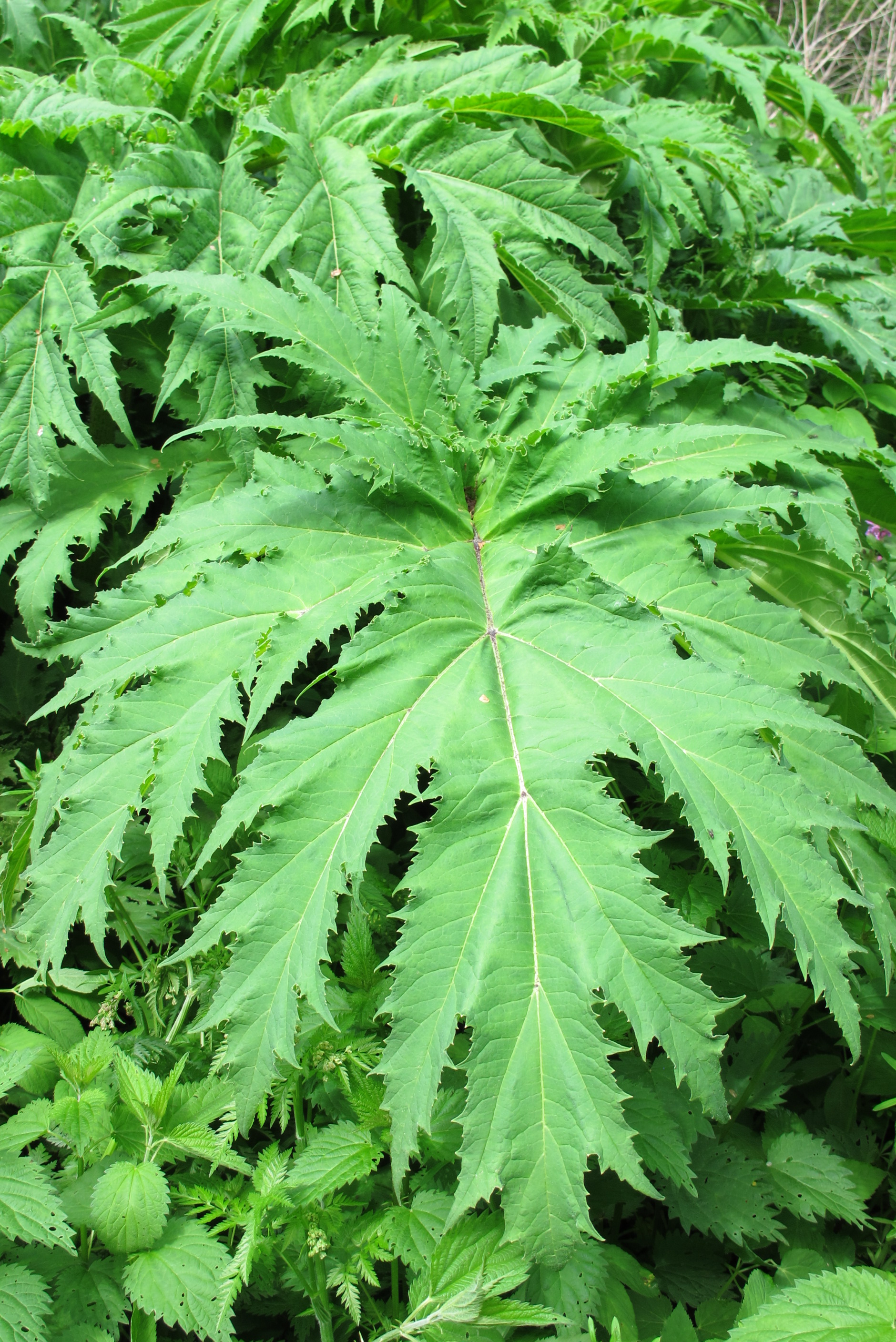
葉
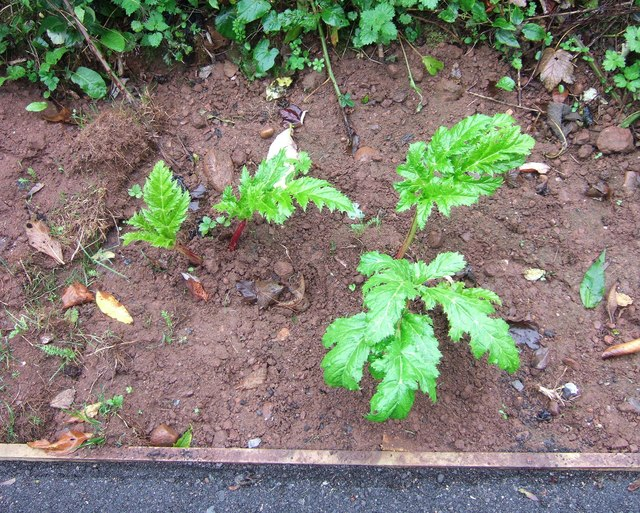
幼葉
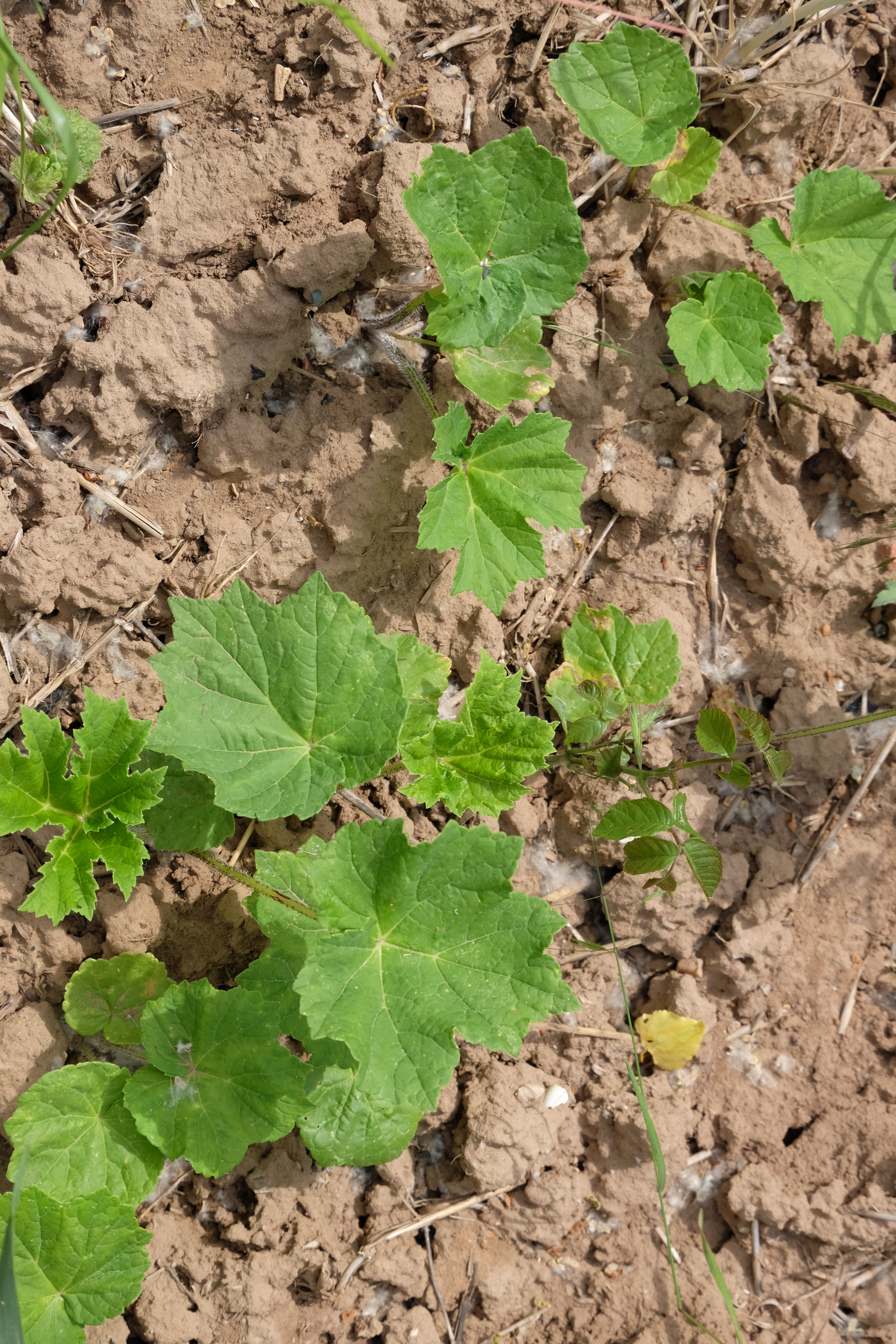
幼葉
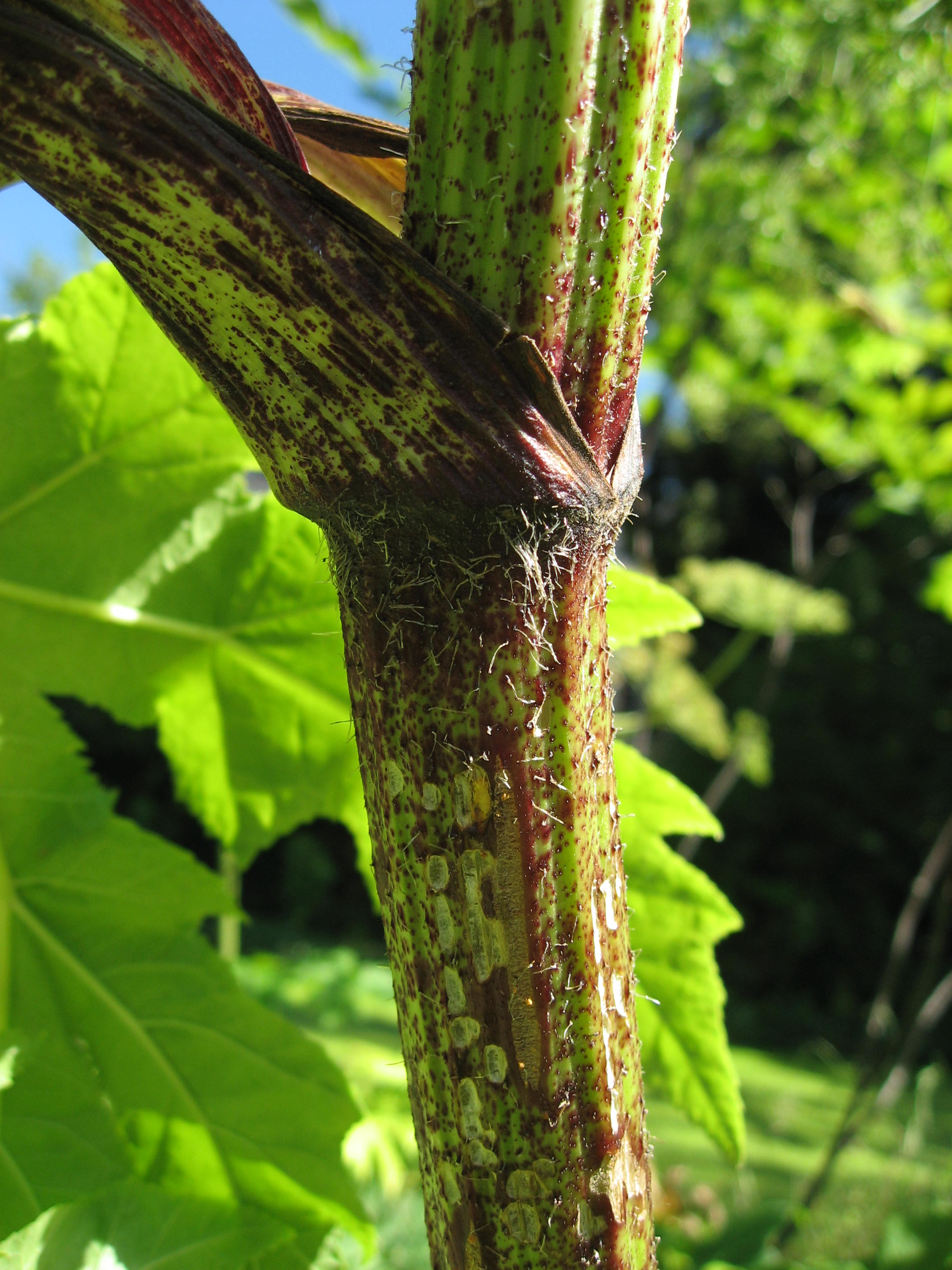
茎、白い毛がある
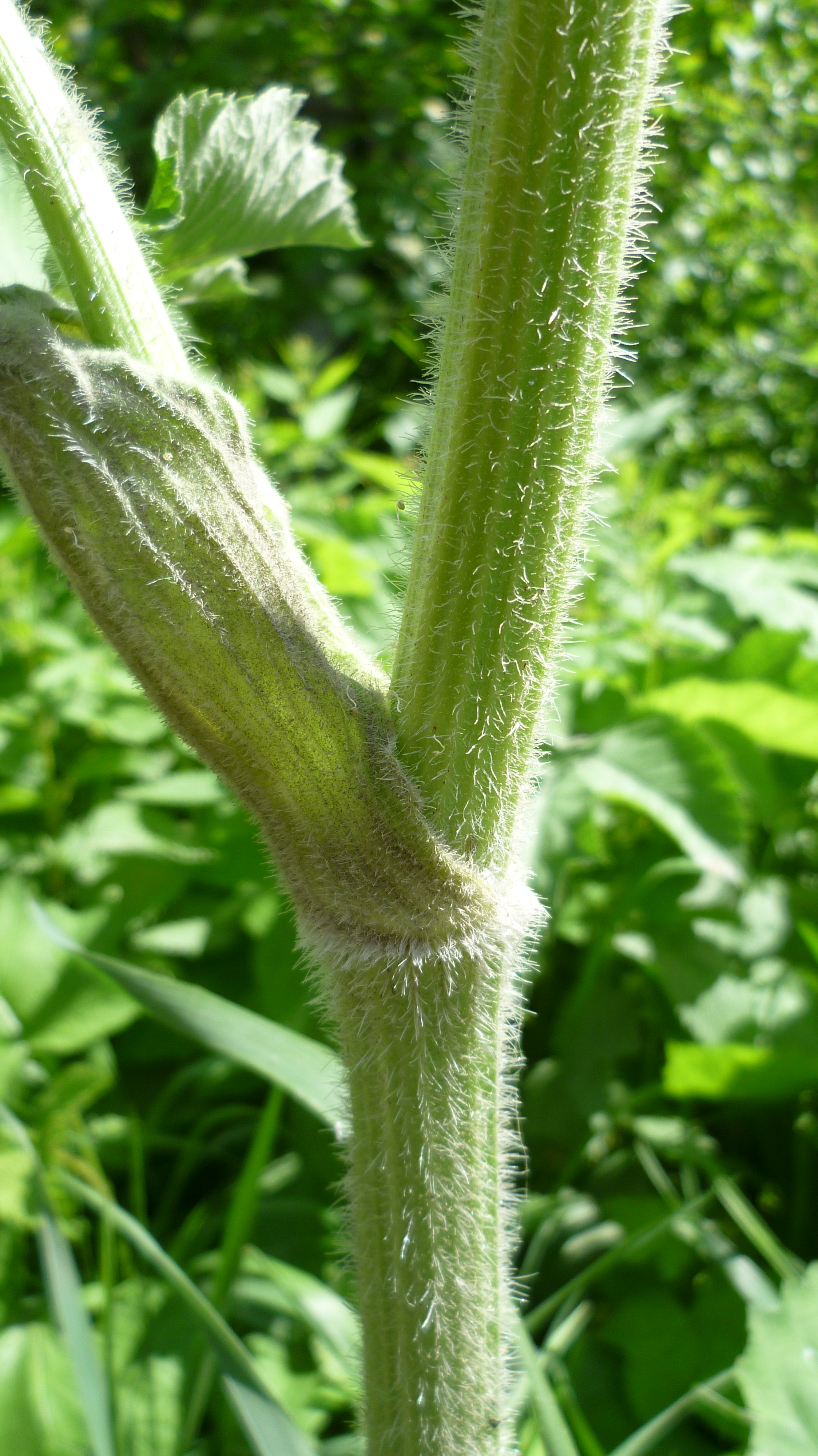
茎、白い毛がある
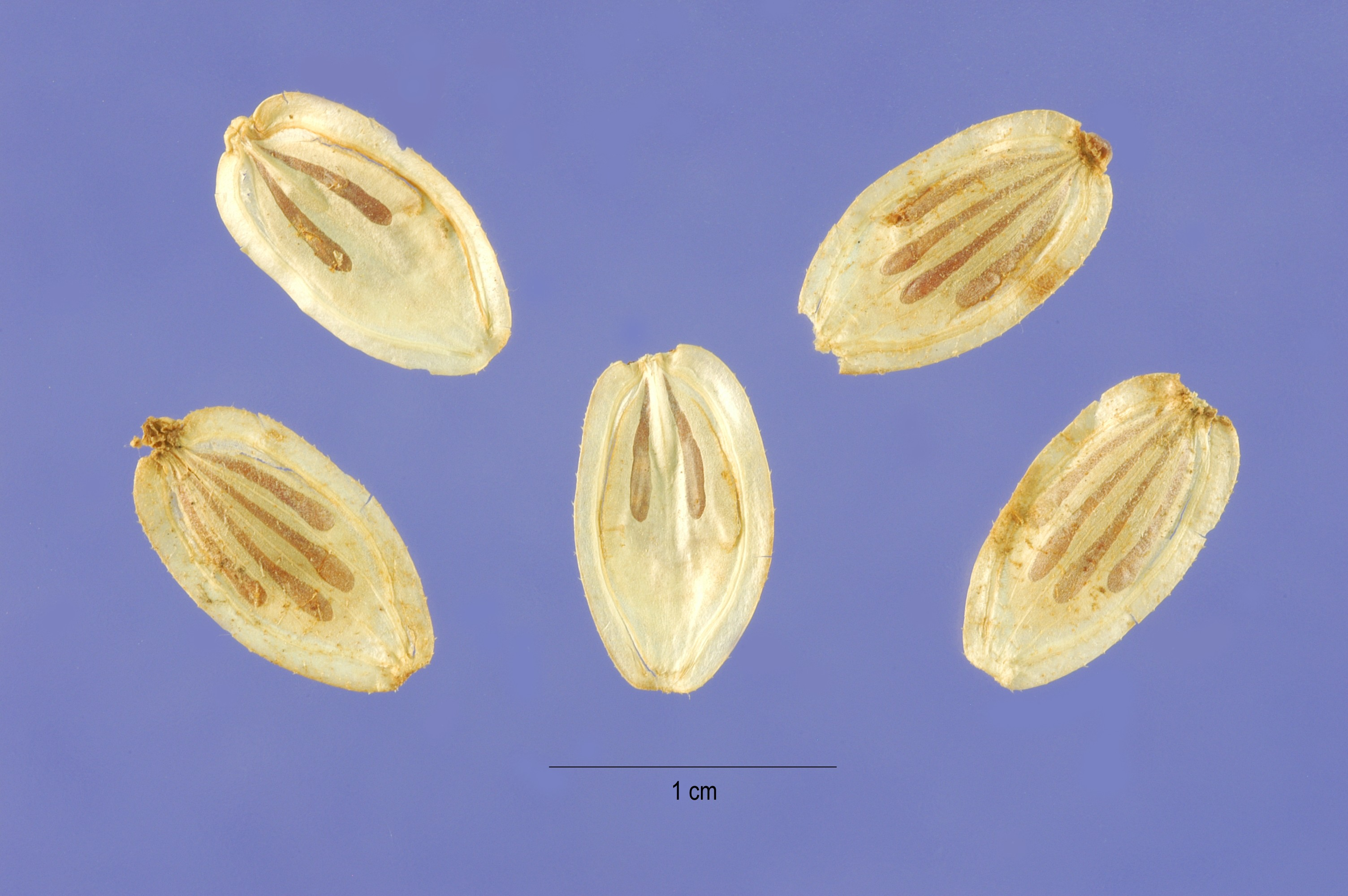
種子、9–11 mm
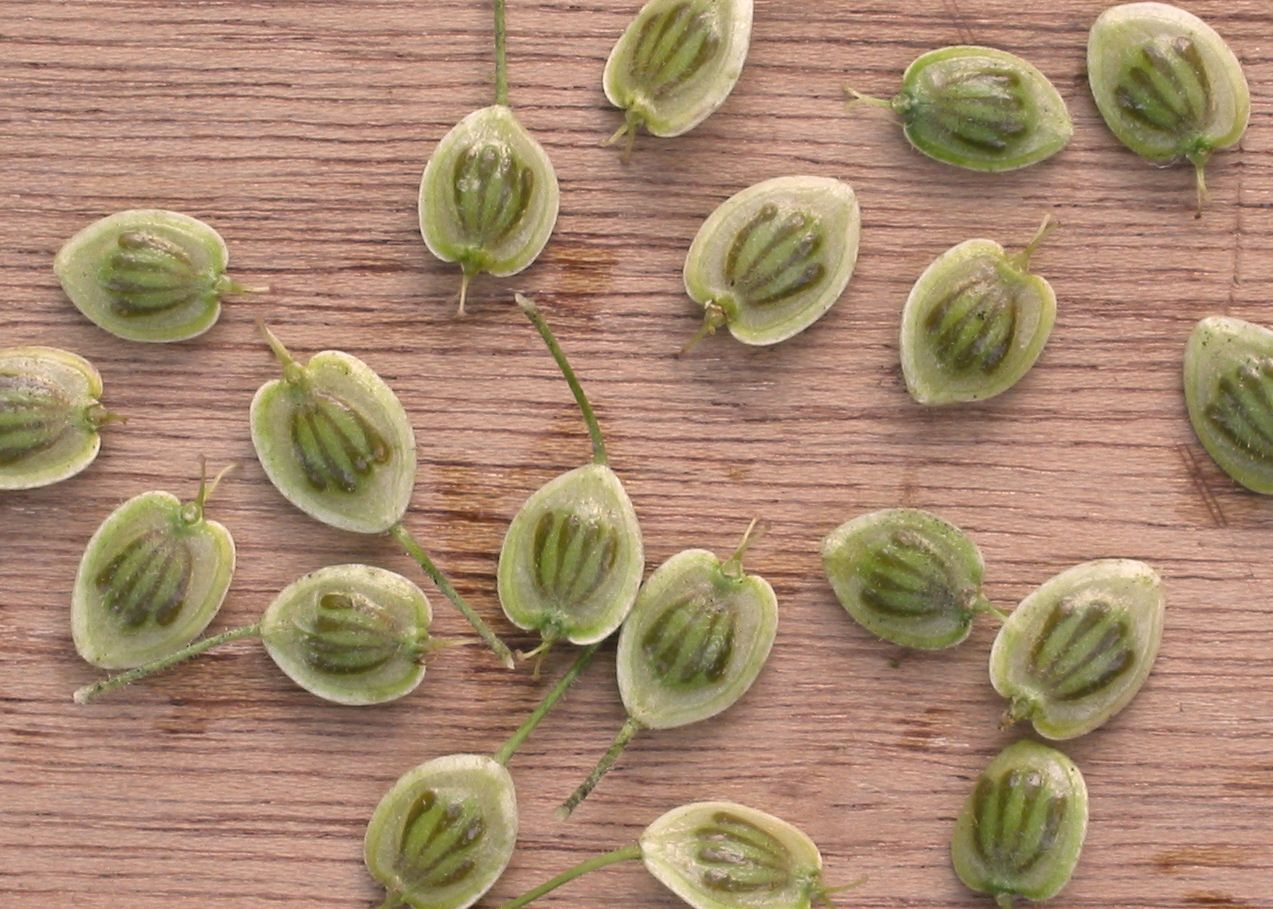
種子
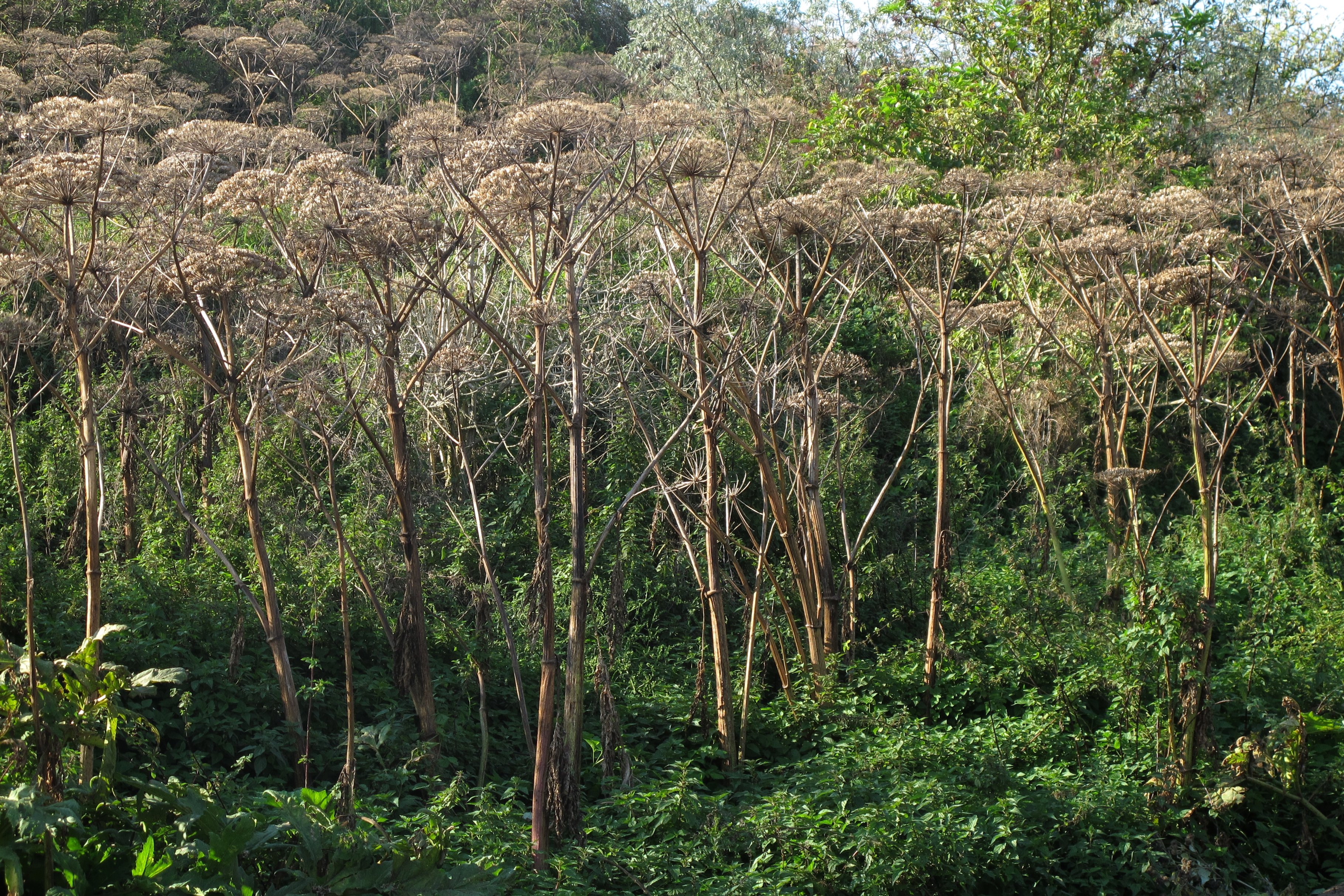
枯死した群落

- 日本の在来種との見分け方については、北海道地方環境事務所による資料を参照。

## 異称
- バイカルハナウド（漢：貝加爾花独活 和名）
- カートウィール＝フラワー（英語: Cartwheel-Flower）[1][2][3]
- ジャイアント・カウ・パースニップ（英語: Giant Cow Parsnip）[7][8]
- ホズベイン（英語: Hogsbane）
- ジャイアント・カウ・パースリー（英語: Giant Cow Parsley）[9]
- ワイルド・パーシップ（英語: Wild Parship）[2]（ニュージーランド）
- ワイルド・ルバーブ（英語: Wild Rhubarb）[2]（ニュージーランド）
- スターリンの復讐[10]（ポーランド）

## 外来種としての移入

### 西欧

ヨーロッパにおける2005年のジャイアントホグウィードの生息域

ジャイアント・ホグウィードが、他の外来種と共にイギリスへ持ち込まれたのは19世紀のことで、観賞植物として持ち込まれた。そして現在では、イギリスに生息する鳥によって広範囲に広がっており、特に河川の堤防において顕著に広がっている。ジャイアント・ホグウィードが形成する密な群落は、固有の植物を排除し、動物の生息域を削ることとなっている。アメリカ合衆国北西部とカナダ南部においても、ジャイアント・ホグウィードは生息地を広げており、加えてドイツ、フランス、ベルギーでは、外来種のジャイアント・ホグウィードが、在来種のHeracleum sphondyliumを駆逐している。

### 北米
カナダでは、ジャイアント・ホグウィードがブリティッシュコロンビア州、アルバータ州、サスカチュワン州、オンタリオ州、ケベック州、ニューブランズウィック州、ノバスコシア州、果ては離島であるニューファンドランド島でも確認されている。ケベック州においては1990年代初頭に確認された。その後、南西方面のオンタリオ州へと生息域を広げ、サウスウエスタン・オンタリオ、2010年にはカナダ最大の都市圏であるグレータートロントとカナダ首都・オタワ近郊のレンフルー郡で自生していることが確認された。
ジャイアント・ホグウィードは、1917年頃にニューヨークに持ち込まれたとされ、1930年代にはブリティッシュコロンビア州で記録されている。現在では、ブリティッシュコロンビア州西部、ワシントン州、オレゴン州といったアメリカ合衆国北西部のみならず、ニューファンドランド島からアメリカ合衆国北東部、ノバスコシア州から西のオンタリオ州、ウィスコンシン州、南のインディアナ州、メリーランド州、ニュージャージー州へと生息域を広げている。更に時折、ミシガン州で自生報告がなされる。現在では、アメリカ合衆国連邦政府によって、多くの州において有害植物として指定されている。

### 日本（非確定）
2025年6月に北海道大学構内で本種とみられる植物の自生が確認されたが、同年7月3日の同大学での発表では、「参照できる標本がなく、特定には至らなかった」としている。このニュースを受けて市民から多数の情報が寄せられたが多くは在来種であった。しかし同年7月2日には白石区東札幌のサイクリングロードで発見された事例は北海道大学で発見されたものと同種と判断され40株が除去された（2例目）。同年7月15日の北海道大学による会見では、バイカルハナウドとは特定できてはいないが、抽出液には光毒性物質の4種のフラノクマリン類を含む外来種であることが判明したと発表された。しかし毒の強さについては評価できていないとした。また、本種と類似種間には分類自体に混同もあり同定は極めて困難だが、一部の文献に従うと花弁や果実の特徴から本種よりは一回り小さいコモン・ホグウィードの方に類似するとの見解もあった。また、北大のものとサイクリングロードのものが同種であることも発表され、寄せられた写真から北大内では2007年にはすでに生えていたとも発表された。
なお、日本の在来種で類似する植物は、オオハナウド、アマニュウ・エゾノヨロイグサ・エゾニュウ・オオバセンキュウ・エゾノシシウド・オオカサモチなどがある。

## 毒性

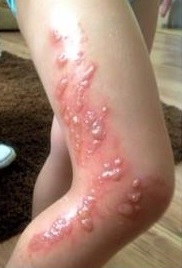
ジャイアント・ホグウィードの樹液による皮膚のかぶれ

ジャイアント・ホグウィードの樹液には光毒性の物質が含まれており、樹液が皮膚に付着したまま太陽光か紫外線を浴びると、深刻な植物性光線皮膚炎を引き起こす。まず、皮膚が赤く腫れ上がり、痒みを引き起こす。そして48時間以内に水疱を生じさせる。それらがひいた後も、黒から紫色の傷痕として数年間にわたって残り続ける。そのため、入院が必要とされている 。更に、僅かな量でも眼に樹液が入ってしまうと、一時的、もしくは恒久的な失明の原因となる。
これらの症状の原因は、ジャイアント・ホグウィードの葉、根、茎、花、種に含まれるフラノクマリン類の有機化合物である。フラノクマリン類の有機化合物は、上皮細胞の細胞核へと侵入し、細胞を死に追いやる。その茶色い色は、フラノクマリン類から生成されたメラニンによるものである。
各国の行政機関は、子供をジャイアント・ホグウィードから遠ざけておくことを勧めており、併せてジャイアント・ホグウィードに触れたり掘り返す際は、防護服と防護眼鏡を着用するように勧めている。そして、もし万が一にでも肌が晒されてしまった場合には、その部分を洗剤と水で入念に洗い、その部分が太陽光に触れないように数日間保護する必要があるとしている。

## 対策

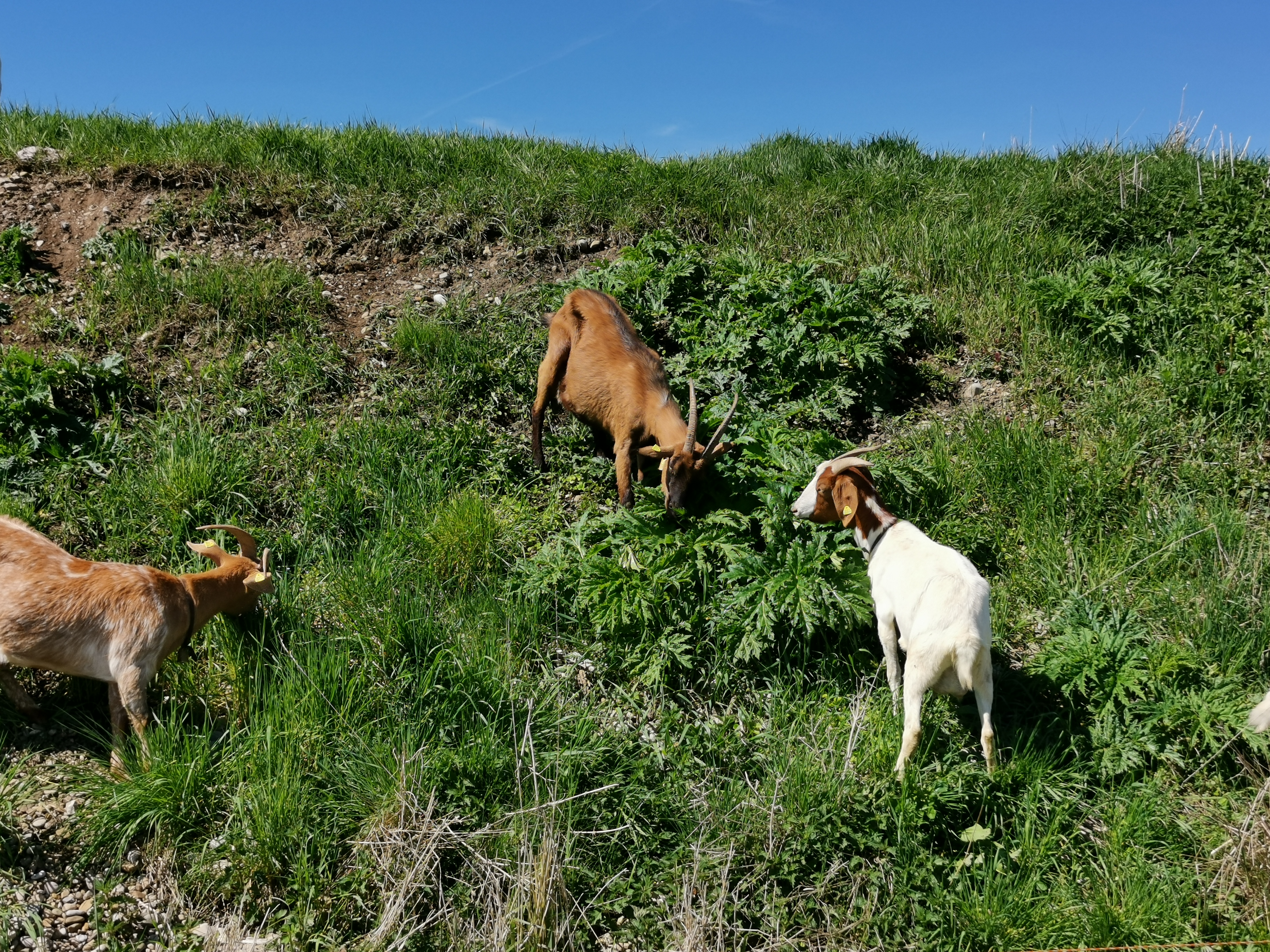
本種を食べるヤギ（ドイツ）

光毒性と侵略的外来植物であることから、ジャイアント・ホグウィードは駆除対象となっている。イギリスでは、1981年のWildlife and Countryside Actにおいて、ジャイアント・ホグウィードを植えたり、野生繁殖を引き起こしたりすることは違法とされている。1974年のFederal Noxious Weed Actにおいて、アメリカ合衆国連邦政府によってジャイアント・ホグウィードは有害植物として規制され、アメリカ合衆国農務省の許可のない州間の移動やアメリカ合衆国への輸入が禁止された。アメリカ合衆国農務省営林署によると、豚と牛は明白な症状が発生せず、ジャイアント・ホグウィードを食べることが出来ると報告されている。ニューヨーク州環境保全省は、2008年からデータベースによる報告を含むジャイアント・ホグウィードの統制プログラムを実施しており、ジャイアント・ホグウィードの駆除や除草剤散布を行っている。2011年には、ジャイアント・ホグウィードを「巨大化したノラニンジン」と呼ぶメイン州の園芸家達がメイン州の異なる21か所でジャイアント・ホグウィードを確認したと報告した。この報告された場所では、1個体から100個体もの群落も含まれていた。

## 文化的影響
イギリスのプログレッシブ・ロックバンド・ジェネシス (Genesis)の1971年リリースのアルバム『怪奇骨董音楽箱』（Nursery Cryme）には、「ザ・リターン・オブ・ザ・ジャイアント・ホグウィード」(The Return of the Giant Hogweed)と題された楽曲が収録されている。この楽曲の歌詞では、ヴィクトリア朝時代の開拓者によって、最初に「採取され」、イングランドへ持ち込まれたずっと後のジャイアント・ホグウィードの多数の人間への攻撃が歌われている。バンドの初期に録音され、劇的で皮肉を含んだユーモアが散りばめられた典型的な楽曲である。1973年にリリースされたライヴアルバム『ライヴ』（Genesis Live）にも収録されている。
1971年のアルバムの楽曲は、イギリスのテレビドラマ「Rosemary & Thyme」の第1シーズンの第1話「And No Birds Sing」において、ホグウィードに囲まれた物語の中心で流された。